# Dithecodes aniara
Dithecodes aniara är en fjärilsart som beskrevs av Louis Beethoven Prout 1934. Dithecodes aniara ingår i släktet Dithecodes och familjen mätare. Inga underarter finns listade i Catalogue of Life.